# 国际新闻界
《国际新闻界》（英语：Chinese Journal of Journalism & Communication）是由中华人民共和国教育部主管、中国人民大学主办的新闻学、传播学综合性学术月刊，创刊于1961年。该期刊收录于中文社会科学引文索引。2014年8月，《国际新闻界》发布公告称于艳茹的论文构成严重抄袭。